# Карасу (Бокейординский район)
Карасу (каз. Қарасу, до 1994 г. — Ворошилово) — село в Бокейординском районе Западно-Казахстанской области Казахстана. Входит в состав Ординского сельского округа. Код КАТО — 275443300.

## Население
В 1999 году население села составляло 618 человек (300 мужчин и 318 женщин). По данным переписи 2009 года, в селе проживали 462 человека (230 мужчин и 232 женщины).